# Юкі Накамура
Юкі Накамура (яп. 中村 祐輝; нар. 4 червня 1987, Сідзуока, Японія) — японський футболіст, нападник.

## Життєпис
На другому курсі молодшої середньої школи приєднався до юнацької команди «Сімідзу С-Палс» (його однокласником був Макі Ямамото), але він не зміг потрапити до молодіжної команди і пішов до середньої школи Фуджеда Хігаши префектури Сідзуока. На другому курсі брав участь у Національному чемпіонаті середніх шкіл з футболу.
Після закінчення школи вступив до університету Кокушикан. Навчаючись у школі, навчався за кордоном в Аргентині. У 2010 році розпочав професіональну кар'єру у другому дивізіоні Румунії за «Газ Метан Крайова». У серпні 2011 року приєднався до «Бодви» (Молдава-над-Бодвоу). Згодом відправився в оренду до «Рімавскої Соботи», де зіткнувся з расовою дискримінацією з боку місцевих вболівальників й у вересні повернувся на батьківщину.
У липні 2013 року вільним агентом приєднався до команди Джей-ліги 2 «Ґіфу». 27 листопада 2014 року на офіційному сайті ФК «Гіфу» було оголошено про закінчення терміну дії його контракту.
7 січня 2015 року перейшов до «Джубіло Івата». Через присутність в команді Джея Ботройда та Ясухіто Морісіми йому було важко грати регулярно, але 1 квітня відзначився своїм першим голом у новій команді, в поєдинку проти «Тотіґі». 28 серпня 2016 року оформив хет-трик у поєдинку першого раунду Кубка Імператора проти резервної команди «Ґіфу». 10 листопада того ж року стало, що він залишає команду у зв'язку із закінченням терміну контракту.
4 лютого 2017 року оголосив про завершення професіональної кар'єри.

## Клубна статистика
Станом на 21 лютого 2020
| Клубні виступи    | Клубні виступи      | Клубні виступи    | Ліга  | Ліга | Кубок                   | Кубок                   | Кубок ліги      | Кубок ліги      | Загалом | Загалом |
| Сезон             | Клуб                | Ліга              | Матчі | Голи | Матчі                   | Голи                    | Матчі           | Голи            | Матчі   | Голи    |
| Румунія           | Румунія             | Румунія           | Ліга  | Ліга | Кубок Румунії           | Кубок Румунії           | Кубок ліги      | Кубок ліги      | Загалом | Загалом |
| ----------------- | ------------------- | ----------------- | ----- | ---- | ----------------------- | ----------------------- | --------------- | --------------- | ------- | ------- |
| 2009–10           | «Газ Метан Крайова» | Ліга II - Серія B | 10    | 1    | 0                       | 0                       | -               | -               | 10      | 1       |
| 2010–11           | «Газ Метан Крайова» | Ліга II - Серія B | 13    | 1    | 1                       | 0                       | -               | -               | 14      | 1       |
| Кубок Чехії       | Кубок Чехії         | Кубок Чехії       | Ліга  | Ліга | Кубок Чехії             | Кубок Чехії             | Кубок ліги      | Кубок ліги      | Загалом | Загалом |
| 2010–11           | «Вікторія Жижков»   | Друга ліга        | 4     | 0    |                         |                         | -               | -               | 4       | 0       |
| Словаччина        | Словаччина          | Словаччина        | Ліга  | Ліга | Кубок Словаччини        | Кубок Словаччини        | Кубок ліги      | Кубок ліги      | Загалом | Загалом |
| 2011–12           | «Молдава»           | Друга ліга        | 4     | 0    |                         |                         | -               | -               | 4       | 0       |
| 2011–12           | «Рімавска Собота»   | Друга ліга        | 6     | 0    |                         |                         | -               | -               | 6       | 0       |
| Японія            | Японія              | Японія            | Ліга  | Ліга | Кубок Імператора Японії | Кубок Імператора Японії | Кубок Джей-ліги | Кубок Джей-ліги | Загалом | Загалом |
| 2013              | «Ґіфу»              | Джей-ліга 2       | 9     | 1    | 0                       | 0                       | -               | -               | 9       | 1       |
| 2014              | «Ґіфу»              | Джей-ліга 2       | 1     | 0    | 1                       | 0                       | -               | -               | 2       | 0       |
| 2015              | «Джубіло Івата»     | Джей-ліга 2       | 15    | 1    | 0                       | 0                       | -               | -               | 15      | 1       |
| 2016              | «Джубіло Івата»     | Джей-ліга 1       | 0     | 0    | 2                       | 0                       | -               | -               | 2       | 0       |
| Загалом           | Румунія             | Румунія           | 23    | 2    | 1                       | 0                       |                 |                 | 24      | 2       |
| Загалом           | Чехія               | Чехія             | 4     | 0    |                         |                         |                 |                 | 4       | 0       |
| Загалом           | Словаччина          | Словаччина        | 10    | 0    |                         |                         |                 |                 | 10      | 0       |
| Загалом           | Японія              | Японія            | 25    | 2    | 3                       | 0                       | 0               | 0               | 28      | 2       |
| Усього за кар'єру | Усього за кар'єру   | Усього за кар'єру | 62    | 4    | 4                       | 0                       | 0               | 0               | 66      | 4       |